# ヘンリー・ファラー
ヘンリー・ファラー（Henry Farrer、1844年3月23日 - 1903年2月24日）は、イギリス生まれの画家、版画家である。1863年から亡くなるまでアメリカ合衆国で活動した。「トーナリズム」のスタイルで風景画を描いた。版画家としても働いた。 

## 略歴
ロンドンで生まれた。兄のトーマス・チャールズ・ファラー（1838-1891）は、「ラファエル前派」のジョン・ラスキンやダンテ・ゲイブリエル・ロセッティに学んで画家になり 、1858年からニューヨークに移り、画家、美術教師として働いた人物である。ヘンリー・ファラーは兄から学び 、19歳になった1663年にアメリカ合衆国に移住し、ニューヨークにスタジオを開いた。
兄が中心的なメンバーであったアメリカにおける「ラファエル前派」に影響を受けた美術家グループ「芸術の真実の振興のための協会（Association for the Advancement of Truth in Art）」に加わった。1860年代には「ラファエル前派」のスタイルの静物画や風景画、海洋画を描き、版画作品にも取り組み始めた。
1869年に兄がイギリスに帰国した後もアメリカに残り、[1870年代になって「トーナリズム」のスタイルの風景画を描くようになった。水彩画を多く描き、アメリカ水彩画協会（American Watercolor Society）の創立会員の一人となった。またアメリカの「エッチング・リバイバル（Etching revival）」を推進し 、1877年に「ニューヨーク・エッチング・クラブ（New York Etching Club）」の創立会員になり、1860年代にニューヨークの街の風景を描いた版画のシリーズを制作し、1870年代と1880年代にはニューヨークの港を描いた版画のシリーズを制作した。
た。
1867年から1881年の間、ニューヨークのナショナル・アカデミー・オブ・デザインの展覧会に出展した。1903年にブルックリンで亡くなった。

## 作品

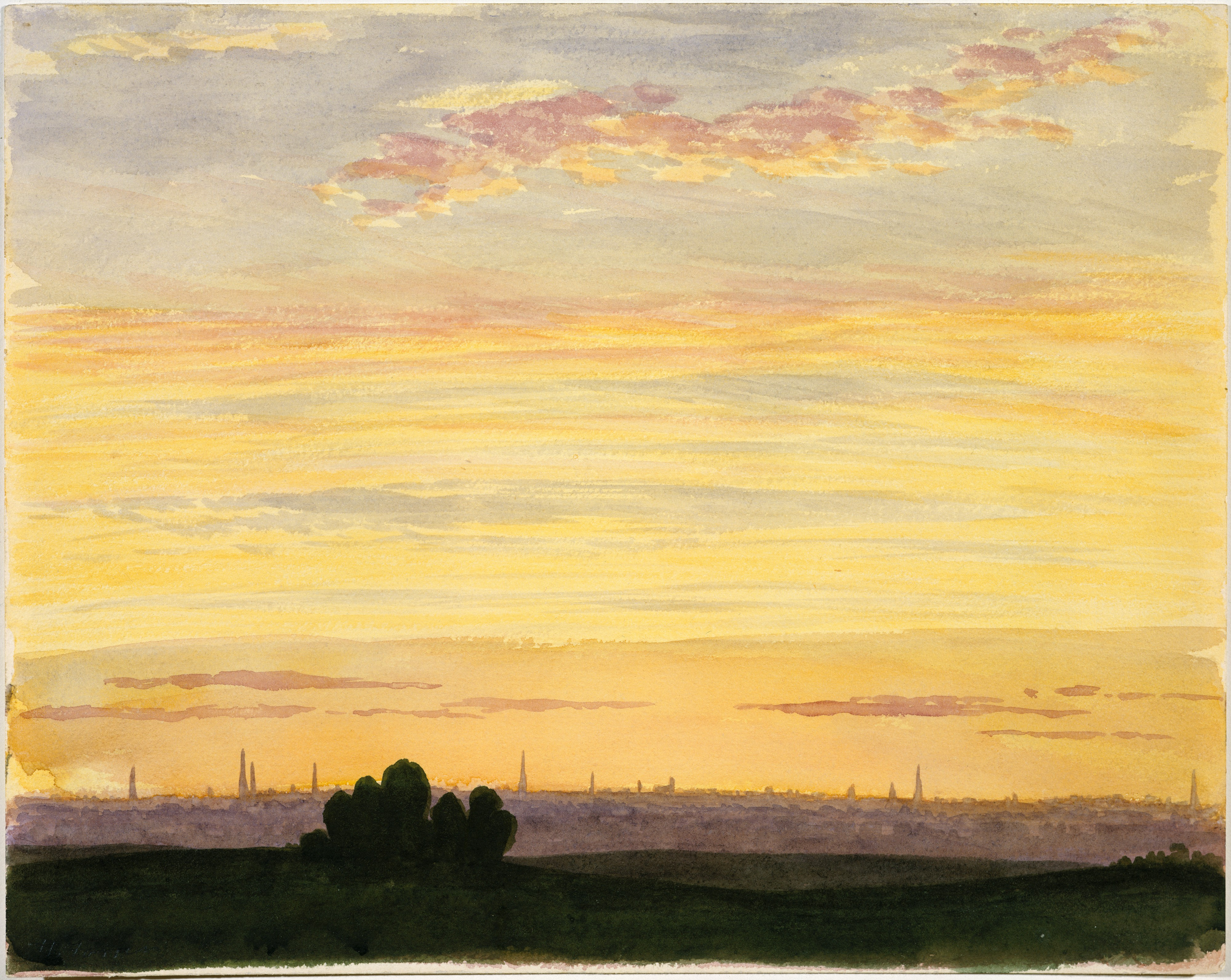
街の夕暮れ メトロポリタン美術館
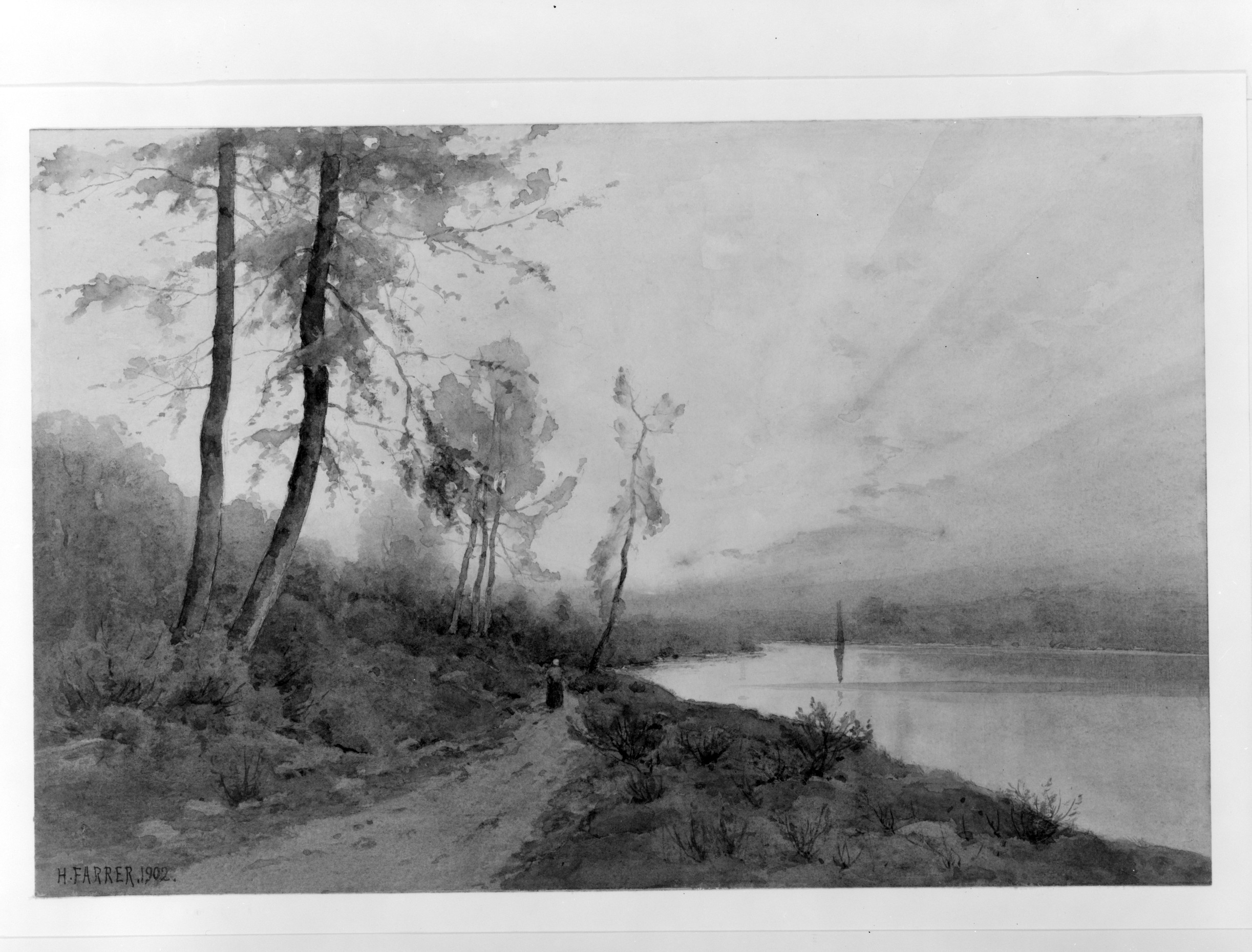
河畔を歩く婦人 メトロポリタン美術館
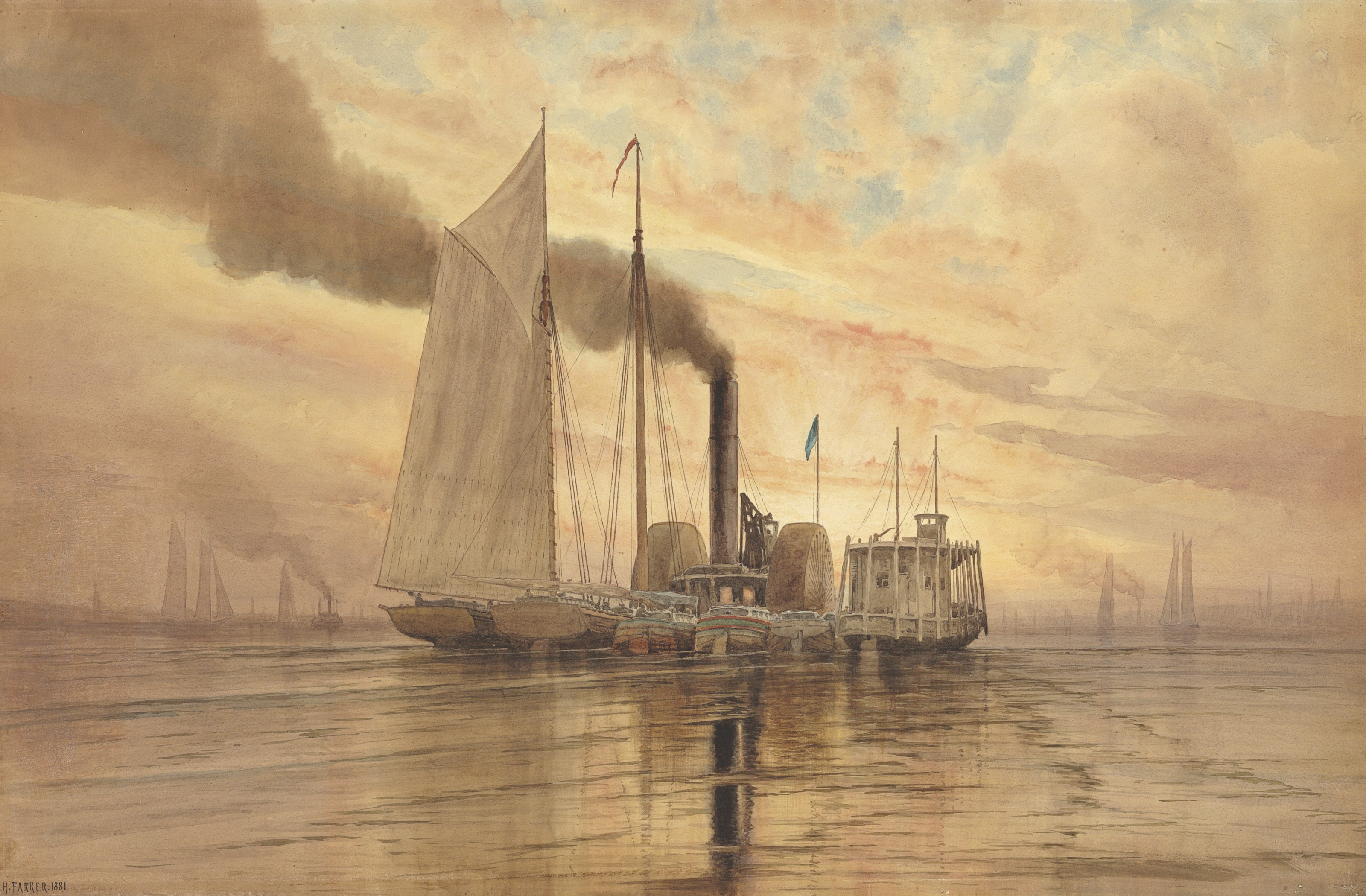
版画作品、「ニューヨークのゴーワヌス湾」
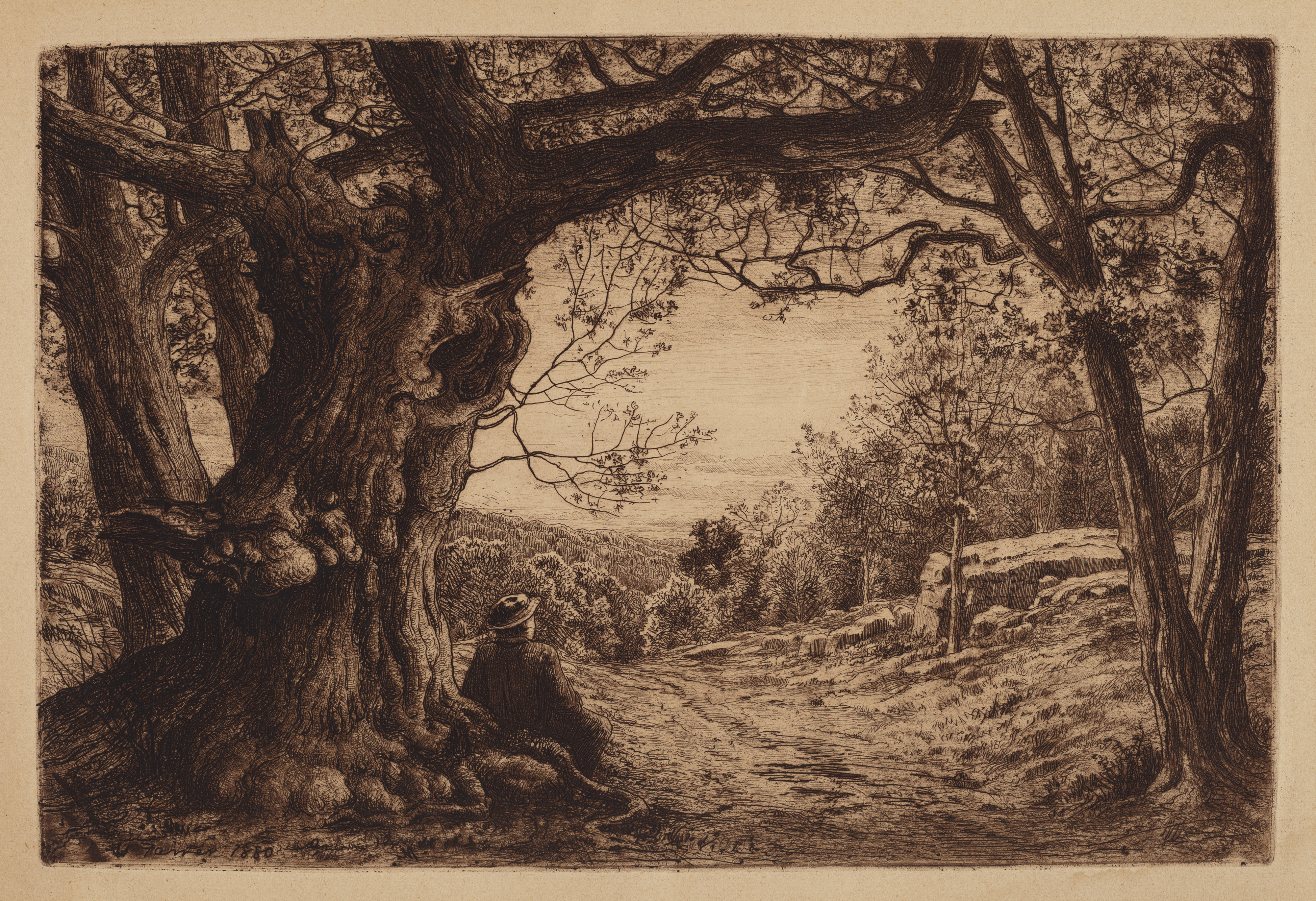
版画作品、「丘の上で」